# Kabaret Czwarta Fala
Kabaret Czwarta Fala – polski kabaret założony w 2009 roku w Kielcach. Obecnie (2023) kabaret tworzą Damian Lebieda i Mateusz Lewkowicz.
Kabaret został założony w Kielcach w sierpniu 2009 roku przez Damiana Lebiedę, Mateusza Lewkowicza, Łukasza Książka oraz Pawła Jamioła, na bazie dwóch grup („Yamha” oraz „Pocisnę”), które się rozpadły.
Formacja znana jest z publikowania na swoim kanale w serwisie YouTube humorystycznych skeczy oraz parodii znanych utworów muzycznych. Opublikowana w czerwcu 2017 roku piosenka „Wieśka Tico”, będąca parodią utworu „Despacito”, zdobyła w szybkim czasie dużą popularność i zajęła 2. miejsce w krajowym rankingu najpopularniejszych filmów w serwisie YouTube za rok 2017. Piosenka „Mój Passat robi we wsi szum” (parodia „Llama in My Living Room”) zyskała ponad 70 mln wyświetleń, stając się najpopularniejszą parodią w historii polskiego internetu. Kanał Kabaretu Czwarta Fala subskrybowany jest przez 786 tys. osób (dane z marca 2023), co sprawia, iż jest to najpopularniejszy polski kabaret na YouTube.
Oprócz publikacji filmów w internecie kabaret prowadzi również liczne występy na żywo, będąc częstym gościem rozmaitych festiwali, przeglądów, konkursów kabaretowych itp. Grupa występowała także za granicą, m.in. w Belgii, Austrii czy Wielkiej Brytanii. Formacja zdobyła ponad 50 nagród na ogólnopolskich przeglądach i festiwalach kabaretowych. Kabaret pojawił się także w telewizji, m.in. w TVP2, Polsat, TVN i Polo TV.
Twórczość kabaretu opiera się na odnajdywaniu odrealnionych i niedorzecznych aspektów w pozornie zwyczajnych sytuacjach. Kabaret nie porusza tematów drażliwych, takich jak polityka czy religia, a w swoich skeczach stroni od wulgaryzmów.